# Типот, Виктор Яковлевич
Ви́ктор Я́ковлевич Типо́т (наст. фам. Ги́нзбург; 1 (13) мая 1893, Одесса — 20 октября 1960, Москва) — советский театральный деятель, сценарист и драматург, режиссёр, публицист, писатель. Основатель (совместно с Д. Г. Гутманом) Московского театра сатиры (1924).

## Биография
Родился в Одессе, в семье городнянского мещанина, инженера, доктора химии Якова Моисеевича Гинзбурга (1864—1909) и Рахили (Раисы) Давидовны Гинзбург (урождённой Гольденберг; 1867—1942). Отец работал на продуктовой фабрике на Успенской улице, дом № 35. После смерти отца 14 декабря 1909 года жил с сестрой и матерью на попечении дяди — инженера-химика Марка Моисеевича Гинзбурга (?—1934). Сестра — литературовед Лидия Яковлевна Гинзбург (в детстве известная как Люся Гинзбург).
Псевдоним Типот обязан своим происхождением друзьям писателя и его собственному чувству юмора. За длинный нос Виктор Гинзбург получил в дружеском кругу прозвище «чайник». Его английский эквивалент (англ. tea pot) и стал творческим псевдонимом Виктора Яковлевича.
Окончил гимназию в Одессе (1911). Учился в Германии, в 1918 году окончил Императорский Новороссийский университет. После Октябрьской революции автор и режиссёр театра миниатюр Крот («Конгрегация рыцарей острого театра»). В 1924 году совместно с Давидом Гутманом основал Московский театр сатиры, некоторое время был его художественным руководителем.
В конце 1930-х годов основал вместе с Давидом Гутманом Московский театр миниатюр.
Соавтор либретто знаменитых советских оперетт: «Свадьба в Малиновке» Б. А. Александрова, «Девичий переполох» Ю. С. Милютина и «Вольный ветер» И. О. Дунаевского.
Автор юмористических номеров и скетчей для известных сатириков эстрады 1950-х годов, воспоминаний о И. О. Дунаевском (1957); написал автобиографию (1943, 1952).
Проживал в Москве, в Лиховом переулке.
Скончался в октябре 1960 года, похоронен на Введенском кладбище, участок № 18.

## Семья
- Жена — Надежда Германовна Блюменфельд (29 ноября 1890, Одесса — 1970, Москва)[7], актриса, переводчик и театральный художник, дочь правоведа Г. Ф. Блюменфельда.
  - Дочь — писательница Наталья Соколова.

### Детская книга
- Вера Инбер, Виктор Типот. «Крошки-сороконожки». Рис. В. Твардовского. Л. «Радуга», 1928

### Киносценарии
- 1954 — Весёлые звёзды
- 1961 — Вольный ветер
- 1975 — Девичий переполох

### Публицистика
- По поводу сатиры вообще и «театра сатиры» в частности // Эстрада без парада. М., 1991.

### Пьесы
- Голубой бриллиант, в соавторстве с В. М. Инбер, Д. Кесслером (нач. 1920-х годов)
- Мишка, верти!, в соавторстве с Д. Г. Гутманом (1925)
- Волшебные сны Артура Страйка, в соавторстве с Н. А. Адуевым (1949)
- Мечты… мечты… — (1926)
- Битая карта — в соавторстве с В. В. Винниковым (1953);

### Либретто
Оперетты:
- Свадьба в Малиновке, в соавторстве с Л. А. Юхвидом (1937—1938)
- Персидская княжна (1945)
- Девичий переполох, в соавторстве с М. П. Гальпериным (1945)
- Вольный ветер в соавторстве с В. В. Винниковым и В. К. Крахтом (1947)
- Правая рука (1949)
- Сын клоуна в соавторстве с Е. М. Помещиковым (1950)
- Фамильная драгоценность в соавторстве с В. В. Винниковым (1959)
- Три встречи (1942)